# Tatjana Thelen
Tatjana Thelen (* 1968 in Köln) ist eine deutsche Sozialanthropologin und seit 2012 Professorin am Institut für Kultur- und Sozialanthropologie der Universität Wien.

## Akademischer Werdegang
Thelen studierte Ethnologie, Vergleichende Religionswissenschaften und Pädagogik an den Universitäten Bonn und Köln. 2001 promovierte sie an der FU Berlin mit einer Arbeit zur postsozialistischen Transformation und Eigentum im ländlichen Ungarn und Rumänien. Im Anschluss arbeitete sie als wissenschaftliche Mitarbeiterin am Max-Planck-Institut für ethnologische Forschung in Halle (Saale) zum Wandel sozialer Sicherung in den Neuen Bundesländern und leitete das ethnologische Team in Ostdeutschland innerhalb des EU-geförderten Projekts Kinship and Social Security (KASS). Von 2007 bis 2011 hatte sie verschiedene Positionen als wissenschaftliche Mitarbeiterin an der Humboldt-Universität zu Berlin, als Lehrbeauftragte am Ethnologischen Seminar der Martin-Luther Universität Halle/Wittenberg und als Oberassistentin am Institut für Sozialanthropologie der Universität Zürich. Parallel dazu war sie von 2008 bis 2011 Leiterin des durch die Volkswagenstiftung geförderten Forschungsprojekts Local State and Social Security in Rural Hungary, Romania and Serbia. Nach einer Gastprofessur am Institut für Kultur- und Sozialanthropologie an der Universität Wien (2010) und einer Vertretungsprofessur an der Universität Bayreuth (2011) habilitierte Thelen sich 2012 an der Martin-Luther-Universität Halle/Wittenberg mit ihrer 2014 als Buch erschienenen Monographie Care/Sorge: Konstruktion, Reproduktion und Auflösung bedeutsamer Bindungen.

## Veröffentlichungen (Auswahl)
- 2014: Care/Sorge. Konstruktion, Reproduktion und Auflösung bedeutsamer Bindungen. Bielefeld: transcript. ISBN 978-3-8376-2562-2.
- 2018: Reconnecting State and Kinship. Philadelphia: University of Pennsylvania Press. (mit Erdmute Alber). ISBN 978-0-8122-4951-4.
- 2018: Stategraphy: Toward a Relational Anthropology of the State. New York, Oxford: Berghahn. (mit Larissa Vetters und Keebet von Benda-Beckmann). ISBN 978-1-78533-699-7, eISBN 978-1-78533-701-7.
- 2013: The Anthropology of Sibling Relations: Shared Parentage, Experience and Exchange. New York: Palgrave Macmillan. (mit Erdmute Alber und Cati Coe) ISBN 978-1-137-33122-9, eISBN 978-1-137-33123-6
- 2007: Social Security and Care After Socialism: Reconfigurations of Public and Private. Special Issue. Focaal 50 (2). (mit Rosie Read). ISSN 0920-1297.